# Oľga Feldeková
Oľga Feldeková (született: Lukáčiová ; Turócszentmárton, 1943. március 28. –) szlovák író, újságíró, és dramaturg, Ľubomír Feldek regényíró, költő felesége.

## Élete
Turdossinban nőtt fel. 1960-ban fejezte be a tizenegy éves középiskolát. Később újságírást tanult a pozsonyi Comenius Egyetem Bölcsészettudományi Karán, ahol 1967-ben végzett. 1977-től 1982-ig a Nové slovo mladých (Ifjúsági Új Szó) – a Nové slovo hetilap  fiataloknak szóló mellékletének – szerkesztőjeként dolgozott. 1982 és 1990 között a szlovák filmek forgatókönyvírójaként és dramaturgjaként tevékenykedett. Ideiglenesen Prágában élt, jelenleg Pozsonyban lakik a férjével, öt felnőtt gyermeke van. Korábban rendszeresen szerepelt a Sedem (TV JOJ) és a Sedem sro (TV Markíza) humoros műsorokban. A saját munkái mellett lengyelből is fordított.

## Munkássága
Az egyetemi tanulmányai alatt a gyermekeknek írt műveket. Első nagy munkája az Első szerelem próza volt, amelyet 1965–1966-ban publikált a Pionierske novinyban. A Ma aranykeretben játszunk című könyv következett 1974-ben, amelyet a férjével együtt írt, majd 1978-ban jelent meg a Mese egy kislány számára prózagyűjteménye. A történetek szubjektív találékonyságukkal, lírai hátterükkel és nyelvi kifinomultságukkal a szlovák nonszensz mesék reprezentatív szövegeihez tartoznak. Egyéb könyvei: a Költözés a helyszínen (1976), a Lány és boldogság (1979) és a Mókus (1985), felnőtt olvasónak címzett, intellektuális humorral átszőtt és lírai történetek, amelyen keresztül érzékenyen reagált az interperszonális kapcsolatokra.

## Művei

### Próza
- Prvé lásky, (In: Pionierske noviny, roč. 1965/66) (1965) Első szerelem
- Dnes vám hráme v zlatom ráme, (spolu s Ľ. Feldekom) (1974)[3] Ma aranykeretben játszunk
- Sťahovanie na mieste (1976) Költözés a helyszínen
- Dievča a šťastie, próza pre dospelých (1979) Lány és boldogság
- Rozprávky pre dievčatko (1978)[4] Mese egy kislány számára
- Veverica (regény, 1985) Mókus
- Svet je aj inde (1997)[5]
- Poviedky, výber poviedok (2013) Novellák (válogatott novellák)
- Kým som šťastný (2013) Míg boldog vagyok

### Rádiójátékok
- O viole Viole a sláčiku Jaroslavovi (1977)
- O kohútikovi a sliepočke (1977) A kakasról és a tyúkról
- O vlkovi, čo si dal šiť čižmy (1977) Egy farkasról, aki csizmát varrott

### Esszék
- Niekedy spávam v okuliaroch, aby som lepšie videla na sen (2005) Néha szemüvegben alszom, hogy jobb képet kapjak egy álomról
- Tajomstvo Sloveniek (2006) A szlovákok titkai

### Fordítása
- Konstanty Ildefens Gałczyński: Kávédaráló[3] (1968)

## Fordítás
- Ez a szócikk részben vagy egészben  az   Oľga Feldeková című szlovák Wikipédia-szócikk ezen változatának fordításán alapul.  Az eredeti cikk szerkesztőit annak laptörténete sorolja fel. Ez a jelzés csupán a megfogalmazás eredetét és a szerzői jogokat jelzi, nem szolgál a cikkben szereplő információk forrásmegjelöléseként.